# La Guerre des fées
Pour le film, voir La Guerre des fées.
La Guerre des fées (Faerie Wars) est un roman de Herbie Brennan, élu meilleur livre pour adolescents en 2004 aux États-Unis. Il est le premier d'une série de cinq tomes dont le deuxième tome s'intitule L'Empereur pourpre, le troisième Le Seigneur du royaume, la quatrième Le Destin des fées et enfin le cinquième L'Héritière . C'est un livre de genre « fantastique et aventureux contenant un poil d'humour ». En 2011, la série fut rééditée en France sous le titre de La Guerre des elfes.

## Tome 1:La Guerre des fées
- Herbie Brennan (trad. Bertrand Ferrier), La Guerre des fées, Pocket Junior, 2004, 318 p. (ISBN 978-2-266-12963-3)
- Le roman a été réédité en 2011 sous un autre titre : Herbie Brennan (trad. de l'anglais), La Guerre des elfes, Paris, Presse Pocket, 2013 (ISBN 978-2-266-23599-0).

Henry Artheton vit dans une famille pour le moins compliquée. Entre ses parents qui se disputent, sa mère soudainement devenue lesbienne et sa sœur épouvantable, Henry ne sait plus où donner de la tête. Il travaille chez le vieux monsieur Fogarty, un ancien braqueur de banques avisé, qui croit aux elfes et extraterrestres. Un jour où il travaille chez lui, il découvre dans la gueule du chat Hodge un papillon aux ailes marron et tachetées, qui se révèle être une fée, le prince Pyrgus Malvae, prince du royaume pourpre des elfes et empereur héritier. Pyrgus devait se rendre dans un endroit pour sa propre sécurité car il est en grand danger, mais le "translateur" (sorte de portail pour basculer dans des endroits différents) ayant été trafiqué, Pyrgus a besoin de l'aide d'Henry pour retrouver son monde.
Quand enfin, Pyrgus, Mr Fogarty et Henry entrent dans l'empire pourpre, ils se rendent compte que les forces de l'ombres veulent en prendre le contrôle. De plus, tout se complique quand Henry rencontre la magnifique sœur de Pyrgus, la princesse Holly Bleu et que l'empereur pourpre Apatura Iris, père de Holly Bleu et de Pyrgus, meurt, tué par  Mr Fogarty, sous l'emprise d'un démon !

## Tome 2:L'Empereur pourpre
- Herbie Brennan (trad. de l'anglais), L'empereur pourpre, Paris, Pocket Junior, 2013 (ISBN 978-2-266-23600-3)

Apatura ressuscite sans que l'on sache comment. Noctifer va le garder « en otage » pour annuler le couronnement de Pyrgus. Beleth, le souverain de l'enfer, a été invoqué par Silas sulfurique et les démons menacent d'envahir l'Empire Pourpre. Pyrgus doit être couronné Empereur Pourpre mais il ne se sent pas prêt. Il décide donc d'abdiquer et laisse sa place à sa sœur, Bleu. 

## Tome 3:Les Seigneurs du royaume
- Herbie Brennan (trad. de l'anglais), Les Seigneurs du royaume, Paris, Pocket Jeunesse, 2007, 393 p. (ISBN 978-2-266-16742-0)
- Le roman a été réédité en 2011 sous le titre La Reine du royaume. Herbie Brennan (trad. de l'anglais), La Reine du royaume, Paris, Pocket Jeunesse, 2013, 476 p. (ISBN 978-2-266-23601-0)

Alors que le royaume est à nouveau en danger, les parents de Henry se séparent. Le garçon commence à se demander si le monde "Royaume" (celui des elfes) existe réellement… Pendant ce temps, Noctifer propose (à contrecœur) une alliance entre les elfes de la Lumière et les elfes de la Nuit. L'impératrice Holly Bleu doute de la bonne foi de Noctifer. 
Entre-temps, Henry se fait enlever par une soucoupe volante, mais quelque temps plus tard il en ressort, mais sans aucun souvenir. 
Pyrgus veut convaincre sa sœur d'accepter, pour cela il fait appel à Henry. 
Henry est donc translaté, et ils suivent Holly qui se trouve au château avec un endolg pour vérifier les dires de Noctifer. 
Arrivés là-bas, Pyrgus, Henry et un autre personnage se font attraper et sont menés devant Noctifer avec Bleu. 
Mais dans le château, Henry enlève Bleu : ils se volatilisent. Tout le monde va chercher comment. En fait, les "extraterrestres" (qui sont en fait des démons) ont fait un implant à Henry, et quand les démons activent l'implant Henry se transforme en démon. L'implant contrôle Henry et les démons le manipulent. L'impératrice Bleu et Henry sont en danger ! 
Pour tout compliquer, une fois débarrassé de l'implant et sauvé, Bleu épouse puis tue Beleth, le prince des Enfers.

## Tome 4:Le Destin des fées
- Herbie Brennan (trad. de l'anglais), Le Destin des fées, Paris, Pocket Jeunesse, 2008, 417 p. (ISBN 978-2-266-17771-9)
- Le roman a été réédité en 2011 sous le titre Le Destin des elfes. Herbie Brennan (trad. de l'anglais), Le Destin des elfes, Paris, Pocket Jeunesse, 2013, 500 p. (ISBN 978-2-266-20150-6)

L'histoire se passe deux ans après. 
Pendant tout ce temps, Henry n'a jamais revu Bleu. Pyrgus et sa femme (Nymphalis une EdF) viennent voir Henry. Ils sont très malades. À chaque crise ils prennent beaucoup d'âge (la maladie s'appelle la FT: la fièvre temporelle). M. Fogarty va bientôt mourir. Henry retourne chez les elfes où il va voir M. Fogarty qui accepte de partir dans le monde analogue. Au moment de partir, Bleu apprend à Henry que M. Fogarty est mort. Mme Cardui(conseillère de Bleu et femme de M.Fogarty)envoie Henry dans le désert de Bunther où il fera la connaissance de Lorquin (un petit être bleu). De son côté, Bleu ne sachant où est exactement Henry, va le chercher dans les Montagnes de la Folie où elle se fera enlever par Loki, un ancien Dieu. Henry va en être informé par M. Forgaty (grâce aux technologies extraordinaires du peuple de Lorquin) et va aller sauver son amour en tuant un dragon(le fils de Loki qui c'est transformé).
À la fin du livre, on voit le mariage de Bleu et de Henry.

## Tome 5:L'Héritière
- Herbie Brennan (trad. de l'anglais), L'Héritière, Paris, Pocket Jeunesse, 2013, 346 p. (ISBN 978-2-266-23262-3 et 978-2-82380-151-4)

L'histoire se passe 15 ans après la fin de l'aventure du tome précédent.
La reine Holly Bleu a une fille avec le nouveau roi consort Henry. Elle se nomme Culmella Chrysoteuchia ou Mella. Elle casse un cornet d'oubli à ses parents. Puis elle rend visite à sa tante Alicia dans le Monde Analogue. Par accident, elles traversent un portail qui les mènent en Haleklind. Elles arrivent dans une maison mais ne sont pas très bien accueillies par les nouveaux dirigeants d'Haleklind. Comme elle a entendu une partie de leur réunion, ils lui font tout oublier.
Pendant ce temps-là, les parents de Mella sont guéris et se souviennent de tout. Ils partent à la recherche de leur fille. Ils décident de se rendre dans le Monde Analogue et ils y retrouvent l'ancienne maison de Henry détruite.
La créature de Pyrgus s'est échappée. Il contacte un de ses amis spécialistes qui lui dit qu'elle veut certainement se reproduire. Il va ensuite le voir en Haleklind pour être sûr qu'il n'y a pas de problème. Mais celui-ci le rassure en lui disant que ses créatures se sont très bien développées et qu'il n'y a plus de problème.
Lord Noctifer qu'on croit mort est en fait en vie, mais il ne reste que sa tête. Il a cloné Mella pour réussir à prendre le trône. C'est lui qui contrôle les nouveaux dirigeants d'Haleklind. Les nouveaux services magiques lui proposent un corps indestructible. Il achète ce corps très cher pour pouvoir enfin marcher sans devoir être poussé sur un chariot.
Silas et Jasper se coursent l'un l'autre car ils veulent tous les deux avoir le pouvoir. Aussi, ils se mettent à la poursuite du roi et de la reine dans le Monde Analogue. Ils les capturent et les enferment dans une grande maison entourée d'une prairie infranchissable, car les plantes qui y vivent tuent quiconque en un rien de temps. Ils trouvent une astuce pour la traverser mais Bleu se fait griffer, et Henry a des hallucinations.
Lord Noctifer part alors en Haleklind afin de parler avec les nouveaux dirigeants de l'invasion du Royaume par les créatures. Mais il voit Alicia et en tombe amoureux.
Silas et Jasper sauvent Henry et Holly Bleu.
Mella s'enfuit et tombe sur son clone. Elle lui donne des baies qui lui rappellent tous ses souvenirs, bien que ces baies pourraient être mortelles. Elles rencontrent un dieu.
Alicia et Lord Noctifer les suivent dans la forêt.  
Elles échangent leurs habits. Une créature fait semblant de tuer la fausses Mella.   
Le roi et la reine rentrent au château.  
Lord Noctifer ramène la vraie Mella au château, croyant que c'est la fausse. Mella menace son père car il ne veut pas quitter la discussion, mais il finit par la quitter quand-même. Elle se fait crier dessus, puis raconte l'histoire à son père, qui la raconte ensuite à sa mère.  
La fausse Mella arrive, grâce au dieu, à contrôler les créatures. Elles ne vont finalement pas attaquer.  
Pyrgus retrouve la fausse Mella et la ramène à ses parents.  
Ils se rendent finalement tous compte qu'il existe deux Mella. Ils festoient en l'honneur de Mella numéro 2, que la reine Holly Bleu fait passer pour un cadeau de la part de Lord Noctifer.  
Les deux Mella tombent amoureuses de jumeaux qui eux aussi tombent amoureux d'elles.  
À la fin, ils reçoivent une invitation pour le mariage d'Alicia et de Lord Noctifer.

## Les Personnages
Pyrgus Malvae
Le prince héritier de la couronne au Palais Pourpre et frère de Holly Bleu, il est espiègle et courageux. Il tombe amoureux de Nymphalis, fée de la forêt qu'il finira par épouser à la fin de la saga.
Son nom provient du nom binomiale de l'hespérie de la mauve.
Apatura Iris
Le père de Holly Bleu, de Pyrgus et de Comma. Il est l'empereur pourpre du royaume des fées de la maison d'Iris. Il meurt dans le tome 1 puis ressuscite grâce à Pyrgus dans le tome 2, avant d'être à nouveau tué par son fils.
Holly Bleu
Fille d'Apatura Iris et sœur de Pyrgus, elle a un caractère bien trempé et elle est très jolie. Elle tombe amoureuse de Henry dès le premier tome, même si ce n'est pas spécifié.
Comma
Le demi-peti-frère de Pyrgus et de Bleu se révèle être quelque peu énervant (bien qu'en grandissant il devienne quelqu'un de charmant). Sa mère, la sœur de Lord Noctifer, est une folle furieuse gardée enfermée dans le palais.
Alan Fogarty
L'ami de Henry et le gardien de la maison d'Iris, monsieur Fogarty est un homme ambitieux et excentrique, très douée pour l'informatique. Il aime la femme peinte.
La femme peinte
De son vrai nom Cynthia Cardui, cette femme est la grande amie de Bleu et deviendra le chef du réseau d'espionnage du Royaume. Elle aime Alan Fogarty.
Lord Noctifer
Souverain des Fées de la Nuit, il est l'ennemi juré de l'empereur pourpre. Il rêve d'être le nouvel empereur et il fait tout pour l'être.
Silas Sulfurique
Il travaille avec Jasper Blafardos, revêche et cynique, il veut absolument tuer son ennemi juré, Pyrgus. Sa spécialité est l'invocation de démons.
Jasper Blafardos
Directeur de l'usine de colle, très peureux et allié de Silas Sulfurique.
Henry Atherton
Grand ami de Pyrgus et amoureux de Holly Bleu, il se révèle être un précieux chevalier de la dague grise. Il sauve l'empire maintes fois.
Charlie
Amie humaine de Henry, ils sortent ensemble dans le 4e tome.
Beleth
Prince des Ténèbres, c'est un grand démon. Dans, le tome 3, il épouse Bleu avant d'être tué par cette dernière.